# Carl Magnus von Leutrum von Ertigen
Carl Magnus von Leutrum von Ertigen, född 1680, död 1759, var en tysk-svensk friherre och militär.
Carl Magnus von Leutrum von Ertigen var son till överjägmästaren Fredrik Christoffer von Leutrum von Ertigen och Maria Eleonora von Dimantstein. Han blev överste i kejserlig tjänst 1706, var därefter överste och chef för ett engelskt regemente i Brabant innan han 1714–1715 blev chef för Rhenländska infanteriregementet i svensk tjänst. Leutrum von Ertigen befordrades 1715 till generalmajor. Han blev fången vid Stralsunds kapitulation 1715 och satt  fången där till 1718. År 1718 blev han överste vid armén i Värmland men tog 1719 avsked från sin svenska tjänst. Han gick därefter i badisk tjänst innan han slutligen blev fältmarskalklöjtnant i kejserliga armén.